# Anthony Caro

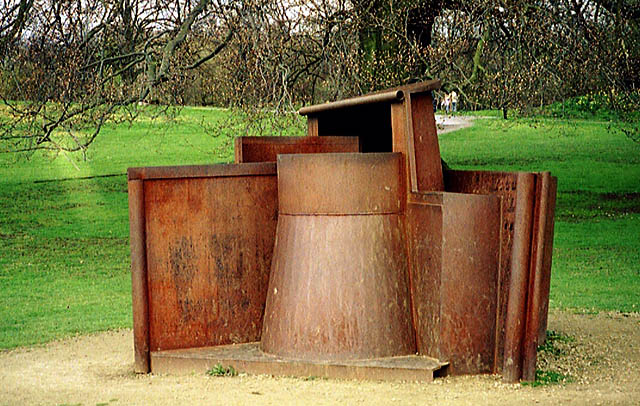
Dream City, stål, 1996, i Yorkshire Sculpture Park.

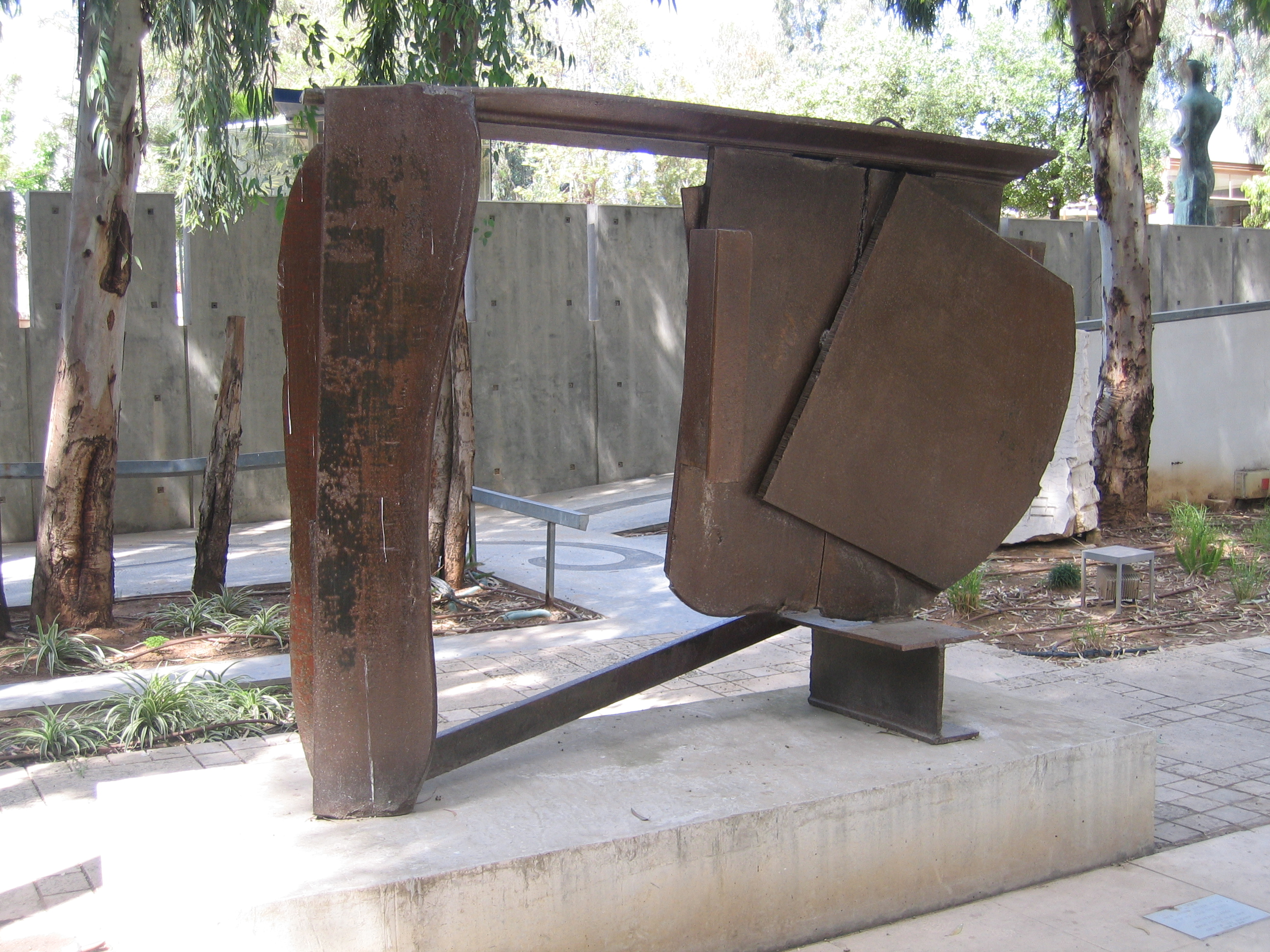
Black Cover Flat, stål, 1974, i Tel Aviv.

Anthony Caro, född 8 mars 1924 i New Malden i Kingston upon Thames i London, död 23 oktober 2013 i London, var en brittisk skulptör.
Anthony Caro var son till börsmäklaren Alfred Caro och Mary Caro. Han utbildade sig till ingenjör på Christ's College i Cambridge 1942-44 och under ferier studerade han konst på Farnham School of Art arbetade för skulptören Charles Wheeler [1892-1974). Efter två år inom brittiska flottans flygvapen 1944-46 studerade han 1946-47 på Regent Street Polytechnic och skulptur för Geoffrey Deeley (1912-?). Därefter studerade han skulptur 1947-52 på Royal Academy Schools i London.
Anthony Caro var en skulptör i generationen efter Henry Moore. Han var Moores medhjälpare från 1951 och gjorde därefter bronsfigurer som visade på dennes inflytande. Efter att ha mött avantgardistiska konstnärer i New York 1959, bland andra skulptören David Smith (1906-65), började han från 1960 började göra större abstrakta verk. Dessa utfördes i - till en början - bjärt målat nytt och återanvänt handelsstål och aluminium, den första kallad Twenty-Four Hours. En utställning på Whitechapel Art Gallery i London 1963 skapade stor uppmärksamhet och blev ett genombrott för svetsade och nitade abstrakta metallskulpturer i Storbritannien.
Caro undervisade under många år vid bland andra Saint Martins School of Art i London, där han inspirerade en yngre generation brittiska abstrakta skulptörer, till exempel Phillip King, Tim Scott, William G. Tucker, Peter Hide och Richard Deacon.
Han var sedan 1949 gift med målaren Sheila Girling.

## Bildgalleri

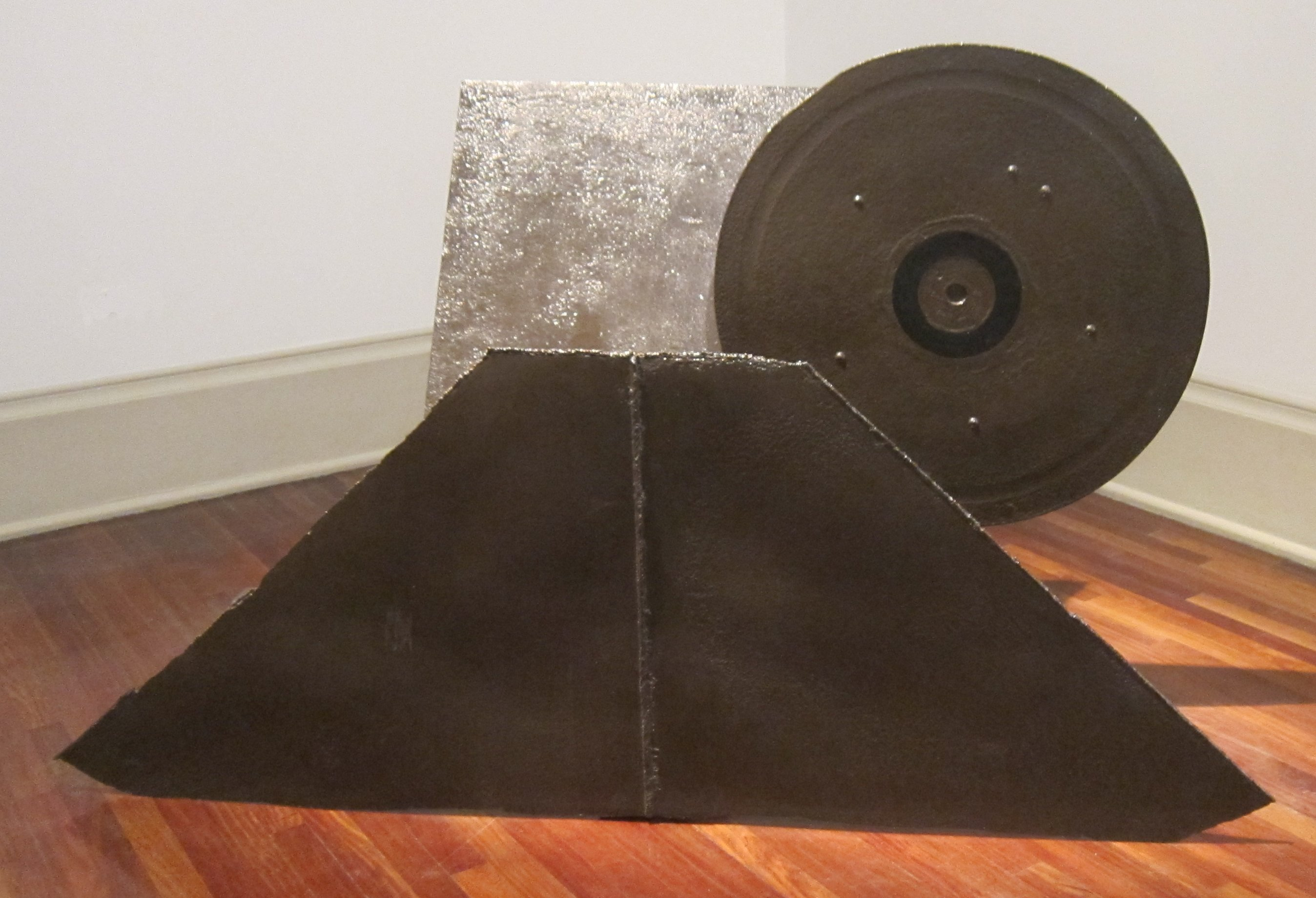
Twenty-Four Hours, 1960, Anthony Caros första abstrakta verk, sammansatt av tre återanvända stålbitar från Londons hamn, i form av en cirkel, en kvadrat och en trapetsoid
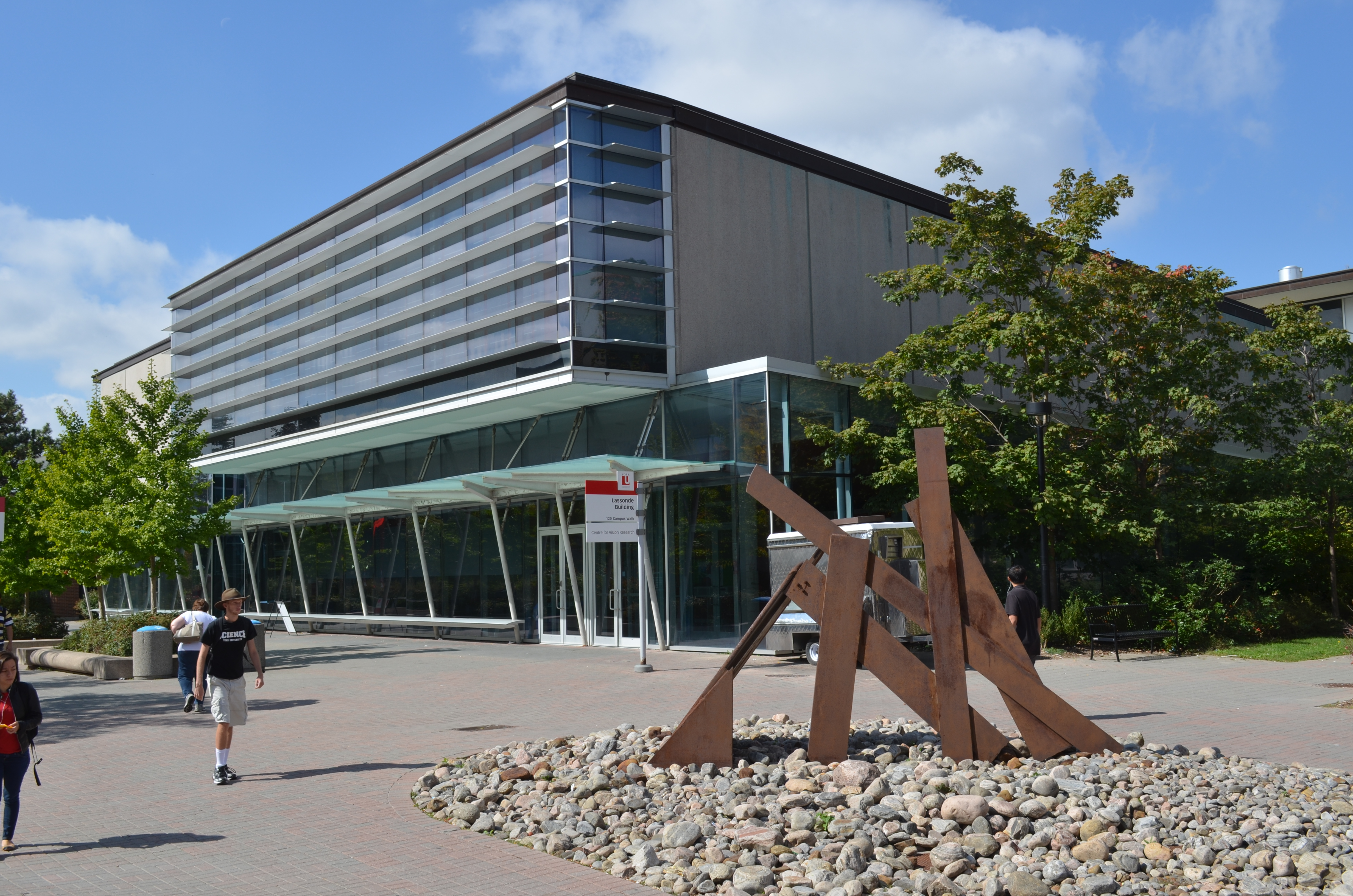
Skulptur på York University Campus
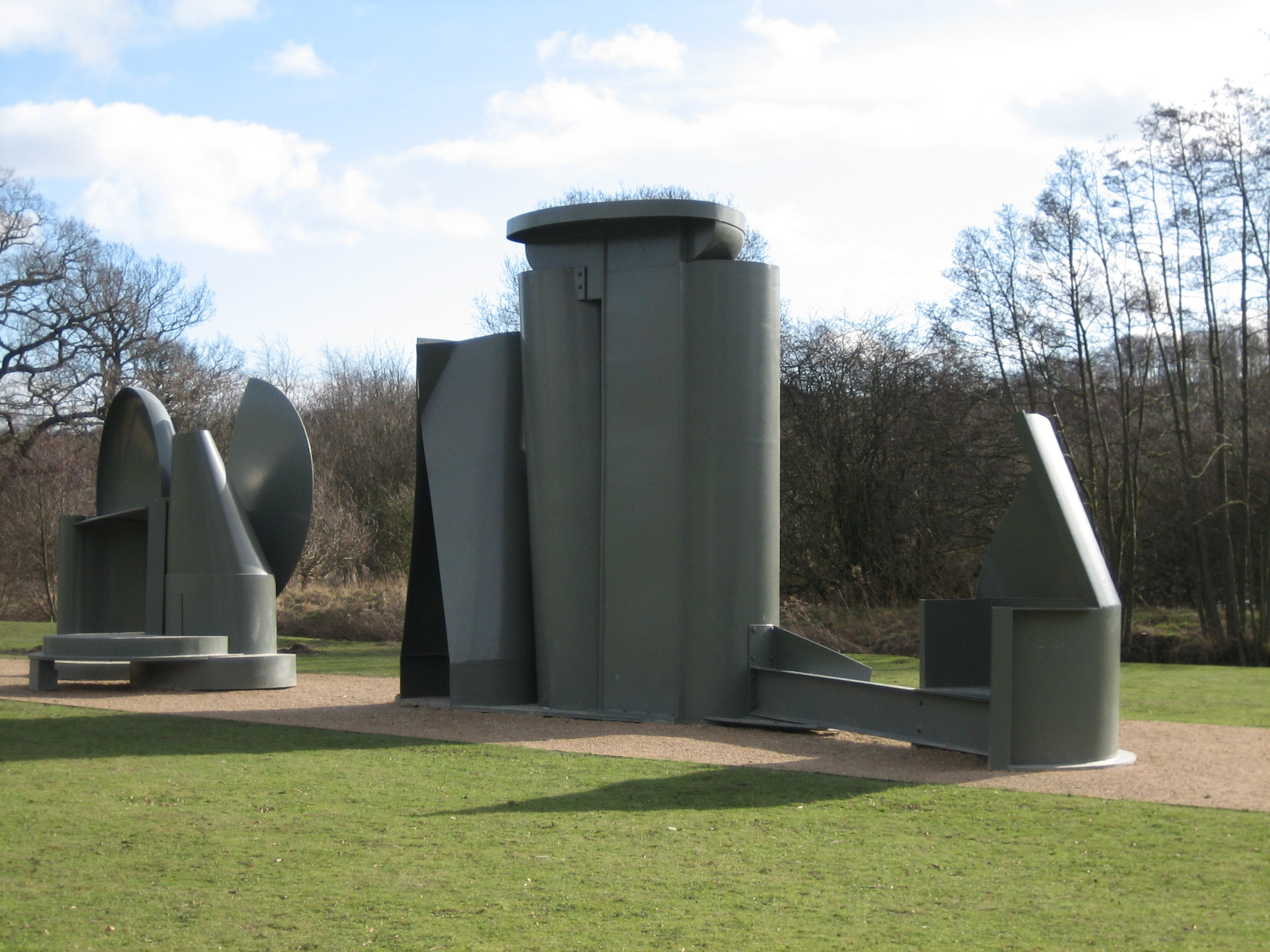
Promenade, Yorkshire Sculpture Park
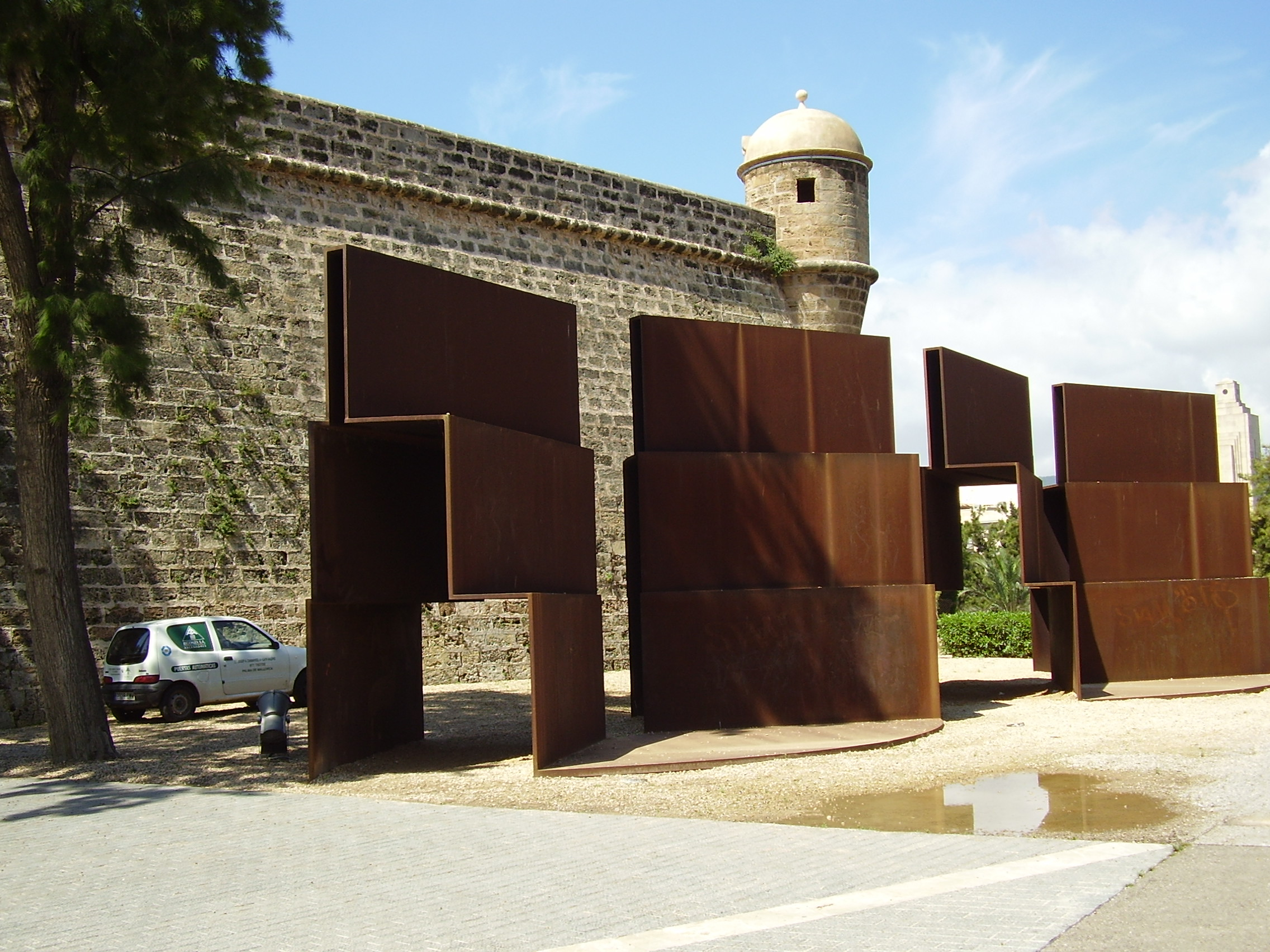
Palma strips, Mallorca i Spanien
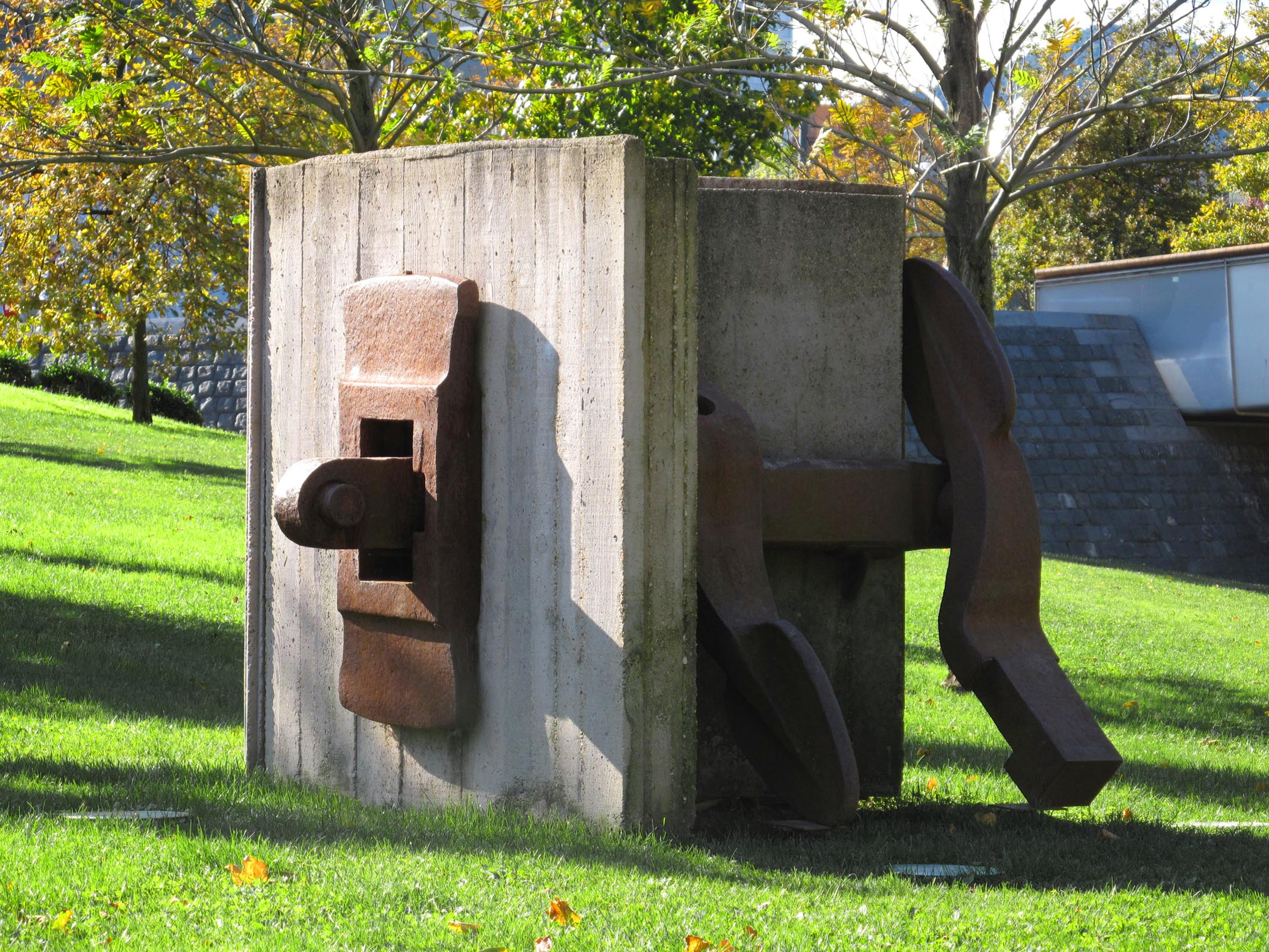
Explorer's Book, Bilbao i Spanien